# سیردریا (تاجیکستان)
سیردریا (به لاتین: Sirdaryo) یک منطقهٔ مسکونی در تاجیکستان است که در ولایت سغد واقع شده‌است. سیردریا ۲٬۸۰۰ نفر جمعیت دارد.